# Emil Chlapeček
Emil Chlapeček (* 3. května 1951) je bývalý slovenský fotbalista, útočník.

## Fotbalová kariéra
V československé lize hrál za Tatran Prešov. Nastoupil v 15 ligových utkáních a dal 2 ligové góly.

## Ligová bilance
| Ročník                                   | Zápasy | Góly | Klub          |
| ---------------------------------------- | ------ | ---- | ------------- |
| 1. československá fotbalová liga 1970/71 | 4      | 1    | Tatran Prešov |
| 1. československá fotbalová liga 1971/72 | 11     | 1    | Tatran Prešov |
| CELKEM                                   | 15     | 2    |               |